# 甘肃省监察委员会
甘肃省监察委员会，简称甘肃省监委，是中华人民共和国甘肃省的省级地方国家监察机关，与中国共产党甘肃省纪律检查委员会合署办公。

## 历史沿革
2018年1月30日下午，甘肃省监察委员会正式挂牌成立。

## 历任领导
第十三届人大
- 任期：2018年1月30日－
- 主任：刘昌林（2018年1月29日[3]－2022年1月14日） → 王赋（2022年1月20日[4]－）
- 副主任：张云生（－2022年6月2日）、袁治云（－2020年7月31日）、牛彦之（－2019年1月23日）、张伟（－2022年12月12日）、邓海涛（2019年9月26日－）、李寿伟（2020年12月3日－）、龚昌明（2022年6月2日－）
- 委员：周连宝（－2021年1月19日）、邓海涛（－2019年9月26日）、龚昌明（－2021年4月22日）、蒋昱程（－2022年6月2日）、高连城（－2021年1月19日）、周功华（2019年9月26日－2021年9月29日）、王吉霞（2021年1月19日－）、孙振宇（2021年4月22日－）、郝觉民（2022年6月2日－）、王佳谊（2022年6月2日－）、李晓光（2022年6月2日－）、张龙（2022年6月2日－）